# Contemporary African Art Collection
Pour les articles homonymes, voir CAAC.
La Contemporary African Art Collection ou CAAC (Collection d'Art Africain Contemporain) est une collection privée fondée en 1990 par l'homme d'affaires italien, Jean Pigozzi après sa rencontre avec le commissaire d'exposition français, André Magnin, spécialisé dans l'art des cultures non-occidentales, et en particulier l'art subsaharien. La CAAC voit le jour à une époque où l'art contemporain non occidental est souvent ignoré sur le marché de l'art international,,.
Elle est fondée peu de temps après sa visite des Magiciens de la terre au Centre Georges-Pompidou à Paris, organisée par Jean-Hubert Martin. Il s'agit de la première exposition véritablement internationale où des œuvres de créateurs contemporains venues d'Afrique, d'Asie ou d'Océanie sont présentées à parité avec les œuvres des créateurs du monde occidental. « Cette exposition s’élève contre cette idée que les artistes non-occidentaux ne seraient que des serviteurs passifs d’une tradition [...] La pratique qui confine les artistes dans l’anonymat jusqu’à n’accoler aux œuvres que les noms des collectionneurs successifs, est révolue », précise ainsi Joëlle Busca.

## La Contemporary African Art Collection
La CAAC comprend plusieurs milliers d'œuvres d'art, incluant sculptures, dessins, photographies, installations et vidéos, de plus de 80 artistes contemporains travaillant dans les pays d'Afrique subsaharienne. Certains de ces artistes vivent dans les grandes villes et ont fréquenté des écoles d'art. D'autres sont autodidactes et certains vivent dans des régions reculées où ils œuvrent selon des traditions locales qu'ils prolongent et enrichissent.
La CAAC organise régulièrement des expositions et des prêts d'œuvres d'art dans les grands musées et fondations artistiques à travers le monde, tels que la Tate Modern (Londres), le Centre Georges-Pompidou (Paris), le Musée Guggenheim (Bilbao), le Metropolitan Museum of Art (New York), le Musée des beaux-arts de Houston, la Smithsonian Institution (Washington), la Fondation Cartier (Paris), la Galerie Saatchi (Londres) ou encore le Forum Grimaldi à Monaco. Elle a également publié plusieurs catalogues et monographies.

## Principaux artistes de la collection
- Georges Adéagbo
- Philip Kwame Apagya
- Willie Bester
- Pierre Bodo (Bodo Père)
- Amani Bodo
- Bodo Fils
- Frédéric Bruly Bouabré
- Seyni Awa Camara
- Demba Camara
- Chéri Chérin
- Kudzanai Chiurai
- Calixte Dakpogan
- Jean Depara
- Jean Jacques Efiaimbelo
- John Fundi
- Gedewon
- John Goba
- Emile Guebehi et Nicolas Damas
- Gugulective
- Daniel Halter
- Romuald Hazoumè
- Samuel Kane Kwei
- Seydou Keïta
- Bodys Isek Kingelez
- David Koloane
- Agbagli Kossi
- Koffi Kouakou
- Cheik Ledy
- George Lilanga
- Maître Syms
- Titos Mabota
- Esther Mahlangu
- Abu Bakarr Mansaray
- Adelino Vasco Mendonça
- Papa Mfumu'eto
- Moké
- Baudouin Mouanda
- Ambroise Ngaimoko (Studio 3Z)
- Jean-Baptiste Ngetchopa
- Rigobert Nimi
- J. D. 'Okhai Ojeikere
- Joshua Okoromodeke
- Richard Onyango
- Photographes Paramount
- Frédéric Trigo Piula
- Chéri Samba
- Johannes Segogela
- Kura Shomali
- Shula
- Malick Sidibé
- Pascale Marthine Tayou
- François Thango
- Barthélémy Toguo
- Cyprien Tokoudagba
- Pathy Tshindele
- Zephania Tshuma
- Zinsou